# Dolní Řasnice
Dolní Řasnice település Csehországban, Libereci járásban. Dolní Řasnice Nové Město pod Smrkem, Krásný Les, Horní Řasnice és Bulovka településekkel határos. Lakosainak száma 561 fő (2024. január 1.).

## Népesség
A település lakosságának változását az alábbi diagram mutatja:
| Lakosok száma | 1338 | 1432 | 1321 | 744  | 564  | 495  | 532  | 531  | 560  | 561  |
|               | 1869 | 1890 | 1921 | 1950 | 1980 | 2001 | 2017 | 2019 | 2022 | 2024 |